# جيري غارسيا
جيري غارسيا (بالإنجليزية: Jerry Garcia )‏ (و. 1942 – 1995 م) هو عازف قيثارة، ومغني، وعازف بانجو، وموسيقي، وملحن أمريكي، ولد في سان فرانسيسكو، يستخدم آلات بانجو، وقيثارة، وPedal steel guitar ‏، توفي عن عمر يناهز 53 عاماً، بسبب نوبة قلبية، والسكري.

## التعليم
تعلم في معهد الفنون في سان فرانسيسكو.

## الخدمة العسكرية
خدم في القوات البرية للولايات المتحدة.

## وصلات خارجية
- جيري غارسيا على موقع IMDb (الإنجليزية)
- جيري غارسيا على موقع ميوزك برينز (الإنجليزية)
- جيري غارسيا على موقع رولينغ ستون (الإنجليزية)
- جيري غارسيا على موقع قاعدة بيانات برودواي على الإنترنت (الإنجليزية)
- جيري غارسيا على موقع إن إن دي بي (الإنجليزية)
- جيري غارسيا على موقع أول ميوزيك (الإنجليزية)
- جيري غارسيا على موقع ديسكوغز (الإنجليزية)
- جيري غارسيا على موقع قاعدة بيانات الفيلم (الإنجليزية)

- جيري غارسيا في قاعدة بيانات الأفلام على الإنترنت